# セミョーン・ヴォロンツォフ

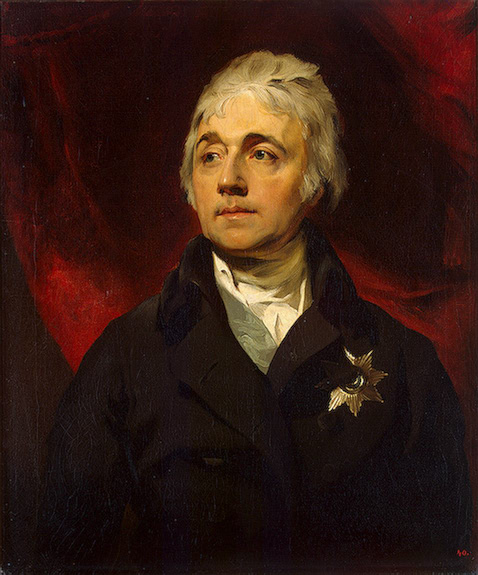
トーマス・ローレンスによる肖像画、1806年作。

セミョーン・ロマーノヴィチ・ヴォロンツォフ伯爵（ロシア語: Семён Романович Воронцо́в, ラテン文字転写: Semyon Romanovich Vorontsov、1744年6月26日 - 1832年7月9日）は、ロシア帝国の外交官。ヴォロンツォフ家の1人で、兄にロシア帝国宰相のアレクサンドル・ロマーノヴィチ・ヴォロンツォフがいる。
1785年から1832年に死去するまでの47年間イギリスに住み、1785年から1800年までグレートブリテン王国駐在ロシア大使を、1801年から1806年までグレートブリテン及びアイルランド連合王国駐在ロシア大使を務めた。

## 生涯
ロマン・イラリオーノヴィチ・ヴォロンツォフ伯爵の息子として生まれた。1768年から1774年までの露土戦争では1770年のラルガの戦いとカグルの戦いに参加して頭角を現した。
1783年、ウィーン駐在ロシア公使に任命され、1785年にロンドンに転任した。ヴォロンツォフはすぐにイギリスの制度と慣例に精通して大きな影響力を得て、1787年から1792年までの露土戦争でイギリスからオスマン帝国に派遣された艦隊の武装解除に貢献した。1793年には露英間の通商条約を更新したが、その後の3年間は亡命ブルボン家を熱烈に支持、第二次武装中立同盟をロシアにとって損だとして批判、ポーランド分割を公平さに欠けるとして批判してエカチェリーナ2世をイラつかせた。
1796年にパーヴェル1世がロシア皇帝に即位すると、ヴォロンツォフは大使に昇格、フィンランドの大きな領地を与えられた。以降はヴォロンツォフがミハイル・コンドラーティエヴィチ・マカロフの艦隊をイギリスの港に引き止めたことも、アレクサンドル・ベズボロドコの死後に帝国宰相の任命を拒否したこともパーヴェル1世の信頼を揺るがすことができなかったが、やがてパーヴェル1世自身が親仏的な傾向を示すようになり、彼はヴォロンツォフを不適任と考えて、1800年2月にヴォロンツォフの領地を没収した。1801年にアレクサンドル1世が即位すると領地を回復したが、健康と家族の問題で1806年に辞任を余儀なくされた。以降1832年に死去するまでイギリスに住んだ。チャールズ・グレヴィルは1829年12月3日の日記で「老ヴォロンツォフは長年大使を務め、以降もここ（イギリス）に住んだが、英語を一言も学ばなかった」と記述した。
ヴォロンツォフは『ロシア戦争についての覚書』『ロシア内務政府についての覚書』や多くの手紙、そして自伝を著した。
死後、ロンドンのメリルボーンにあるペンブルック家の墓地に埋葬された。ヴォロンツォフが住んだ通りの名前は現代では彼の姓をとってWoronzow Roadと呼ばれている。

## 家族
ヴォロンツォフはエカチェリーナ・アレクセーエヴナ・セニャーヴィナ（1761年 - 1784年）と結婚、1男1女をもうけた。
- ミハイル・セミョーノヴィチ・ヴォロンツォフ（1782年 – 1856年） - 父と同じくイギリス好きで、ナポレオン戦争とコーカサス戦争でロシア軍を率いた。
- エカチェリーナ・セミョーノヴナ・ヴォロンツォフ（英語版）（1783年10月24日 – 1856年3月27日） - 1808年1月25日、第11代ペンブルック伯爵および第8代モンゴメリー伯爵ジョージ・ハーバート（英語版）と結婚、子供あり[3]